# Catocala uralensis
Catocala uralensis là một loài bướm đêm trong họ Erebidae.